# 亚历山大·莫蒂列夫
亚历山大·阿纳托利耶维奇·莫蒂列夫（俄语：Александр Анатольевич Мотылёв，1979年6月17日—），俄罗斯国际象棋棋手、特级大师，也是俄罗斯国家队的教练。
莫蒂列夫于1997年获得国际大师称号，次年获得欧洲国际象棋青年亚军。2000年，晋升为特级大师。2001年，他夺得了俄罗斯国际象棋全国冠军。2014年，他又成为了欧洲国际象棋个人冠军，并以2872分的表现分成为该项赛事历史上表现分最高的棋手。